# Metronom (Nové Butovice)
Metronom Business Center je kancelářská a administrativní budova s moderní architekturou tvořenou třemi vzájemně propojenými částmi. Stavba byla dokončena v květnu 2015.. Nachází se na adrese Bucharova 2817/9-13 a zasahuje do ulic Petržílkova a Na Zlatě na sídlišti Nové Butovice v pražské čtvrti Stodůlky.

## Popis a historie
Budova má devět nadzemních a dvě podzemní patra o celkové ploše 34 023 m², kde se nacházejí převážně kancelářské prostory, ale také skladovací plochy, parkoviště, obchody a terasy. Budova Metronom Business Center je držitelem environmentálního certifikátu BREEAM Excellent.
Stavba kancelářsko-administrativní budovy s názvem Metronom Business Centrum byla zahájena 23. ledna 2014 na místě nedostavěného multifunkčního komplexu, který zůstal rozestavěný ještě z doby výstavby panelových domů. Architektonické ztvárnění navrhl Václav Hlaváček; generálním projektantem byla společnost Obermeyer Helika. Hrubá stavba byla dokončena ještě v roce 2014, definitivně dokončena v roce 2015.

## Okolní objekty
- Office Park Nové Butovice
- Aspira Business Centre
- Explora Business Center – Jupiter
- Metro Nové Butovice

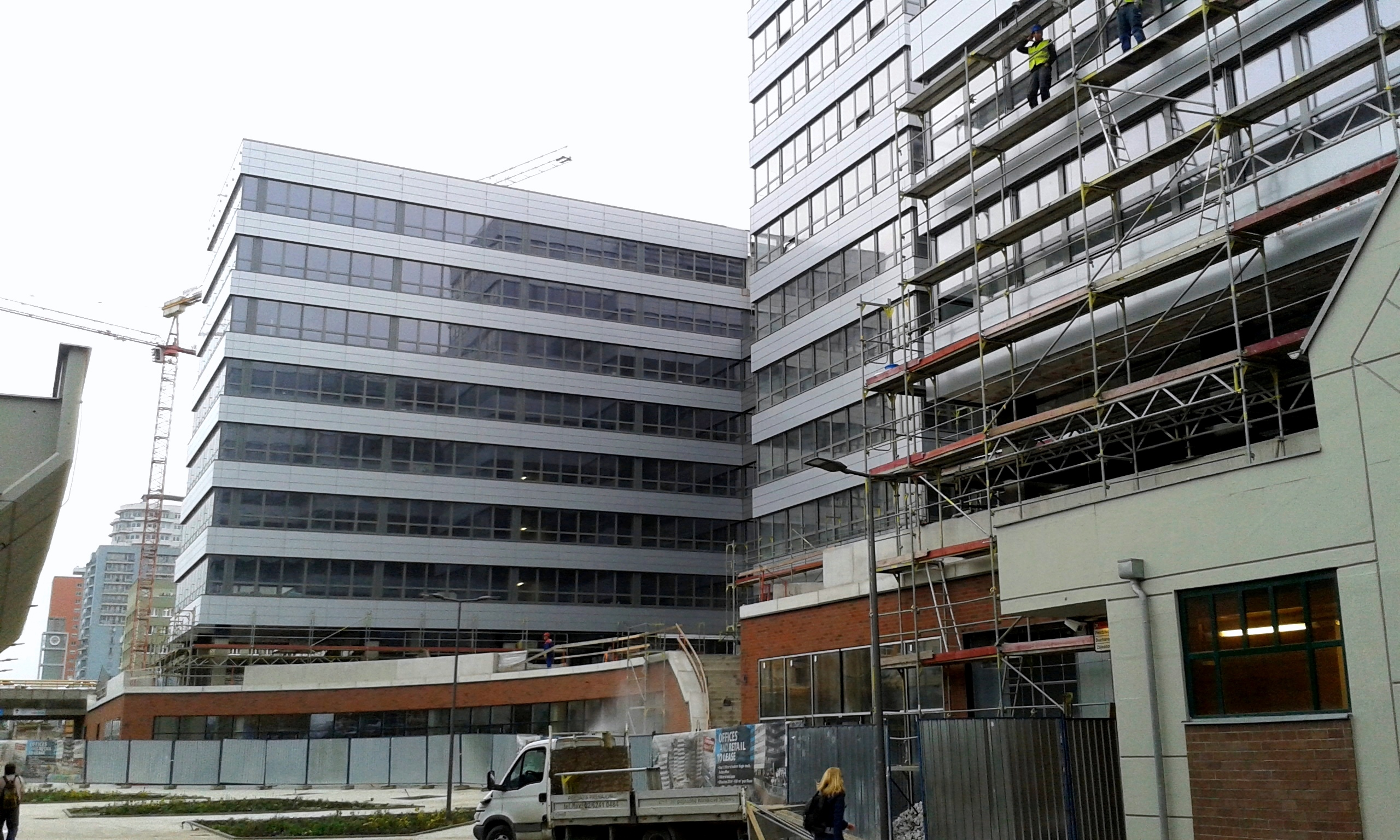
Výstavba Centra, listopad 2014
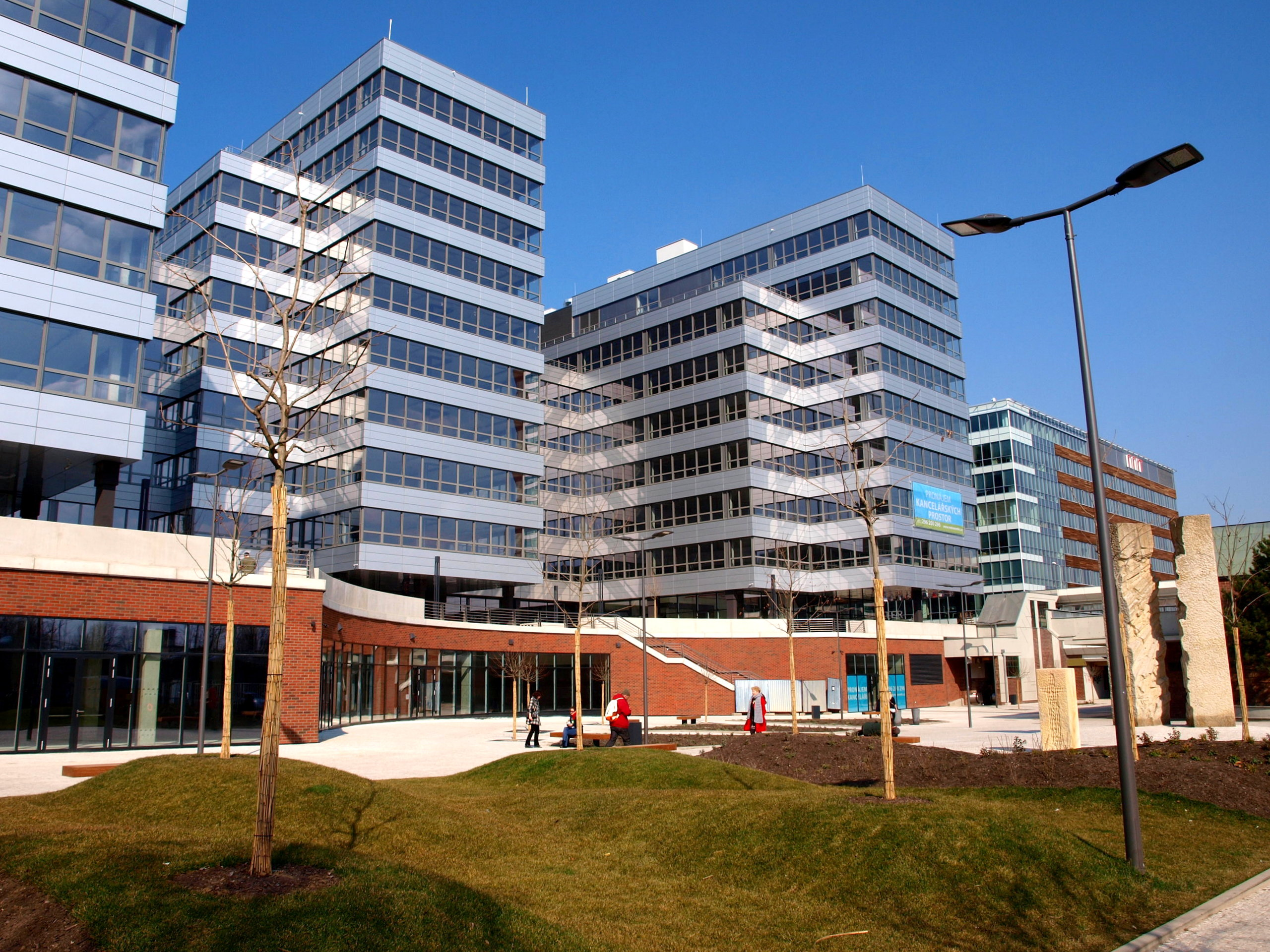
Metronom